# Joilton Lutterbach
Joilton Lutterbach, dawniej jako Joliton Santos (ur. 5 listopada 1992 w Campina Grande) – brazylijsko-niemiecki kick-bokser oraz zawodnik mieszanych sztuk walki (MMA). Uczestnik amerykańskiego reality show „The Ultimate Fighter”. W latach 2016–2017 mistrz polskiej federacji FEN w wadze lekkiej. Walczył dla wielu organizacji, takich jak: ACB, GMC, KSW, Cage Warriors, PFL czy Brave CF. Aktualnie jest związany z Oktagon MMA. 

## Kariera MMA

### Wczesna kariera
Zawodowo w mieszanych sztukach walki zadebiutował w grudniu 2011 roku, wygrywając już w pierwszej rundzie przez poddanie rywala dźwignią na staw łokciowy. 
W latach 2011-2013 walczył większościowo w Brazylii, w tym w sierpniu 2013 roku stoczył jedną walkę w Peru.  

### The Ultimate Fighter i walki w Brazylii
W 2014 roku wziął udział w amerykańskim reality show „The Ultimate Fighter”, występując w trzeciej brazylijskiej edycji programu (The Ultimate Fighter: Brazil 3). Jego udział zakończył się w trzecim odcinku (23 marca 2014), kiedy przegrał po niejednogłośnej decyzji z Wagnerem Silvą. Wcześniej w 1 odcinku (9 marca 2014) pokonał takim samym rezultatem Douglasa Mourę.  
Po telewizyjnej przygodzie stoczył cztery walki ponownie w rodzinnej Brazylii, z czego dwie wygrał. 

### FEN, GMC i walki w Rosji
We wrześniu 2016 roku polska federacja Fight Exclusive Night ogłosiła zakontraktowanie Joiltona Santosa oraz zapowiedziała, że ten zawalczy 15 października na gali FEN 14: Silesian Rage z ówczesnym mistrzem wagi lekkiej, Romanem Szymańskim. Santos odebrał Polakowi pas mistrzowski, pokonując go jednogłośnie na punkty po 15 minutowej walce. 
Miesiąc później stoczył walkę dla niemieckiej federacji German MMA Championship. Podczas gali GMC 9 poddał Selima Agajewa dźwignią na staw łokciowy w pierwszej odsłonie rundowej.  
Kolejne dwie walki stoczył tydzień po tygodniu, gdzie dwukrotnie poległ z reprezantami Rosji. 
W styczniu 2017 roku prezes organizacji FEN, Paweł Jóźwiak napisał na swoim Twitterze, że Joilton Santos zostaje pozbawiony pasa mistrzowskiego wagi lekkiej, ponieważ przegrał dwie ostatnie walki poza polską federacją. 

### Niedoszły debiut dla UFC i Oktagon MMA
W 2024 roku miał zadebiutować w najlepszej federacji MMA na świecie, Ultimate Fighting Championship przeciwko Szarabutdinowi Magomiedowowi. Ostatecznie do debiutu Lutterbacha nie doszło przez wykrycie w jego organiźmie niedozwolonej substancji przed starciem z niepokonanym Rosjaninem. Lutterbach otwarcie przyznał, że stosował doping przed debiutem w oktagonie UFC.  Został zawieszony na 2 lata przez komisję antydopingową CSAD, co oznacza, że nie wróci do UFC przed czerwcem 2026 roku. 
8 marca 2025 roku w Stuttgarcie miał zadebiutować w czesko-słowackiej organizacji Oktagon MMA. Na gali Oktagon 68: Todev vs. Fleury miał zawalczyć z byłym zawodnikiem UFC, Makhmudem Muradovem. Pod koniec lutego ogłoszono, że musiał wycofać się z walki przez kontuzję. 
28 czerwca 2025 podczas gali Oktagon 73 w Hamburgu, zawalczył z byłym mistrzem Oktagon MMA wagi półśredniej, Kaikiem Brito. Przegrał przez nokaut w pierwszej rundzie. 

## Osiągnięcia

### Mieszane sztuki walki
- Fight Exclusive Night
  - 2016-2017: mistrz FEN w wadze lekkiej
- Misiones Fighting Championship
  - 2017: mistrz Misiones Fighting Championship w wadze półśredniej
- Fight Night West
  - 2018: mistrz Fight Night West w wadze półśredniej
- X-Force MMA
  - 2018: mistrz X-Force MMA w wadze półśredniej
- Brave Combat Federation
  - 2022: tymczasowy mistrz Brave CF w wadze super lekkiej

### Kick-boxing
- Benlee Rote Eck
  - 2022: mistrz Benlee Rote Eck[21]
- World Kickboxing and Karate Union
  - 2022: mistrz WKU[22]
- Real Fight Arena
  - 2023: mistrz RFA (zasady K-1) w wadze średniej do 81 kg

## Lista walk w MMA

### Zawodowe[1][23]
| Wynik     | Bilans    | Przeciwnik (bilans przed walką)  | Rozstrzygnięcie                          | Runda | Czas | Rozgrywki                                 | Data       | Miejsce          | Uwagi                                                                         |
| --------- | --------- | -------------------------------- | ---------------------------------------- | ----- | ---- | ----------------------------------------- | ---------- | ---------------- | ----------------------------------------------------------------------------- |
| Przegrana | 39-11 (1) | Kaik Brito (17-6)                | KO (kolano i ciosy pięściami)            | 1     | 1:43 | Oktagon 73: Eckerlin vs. Pukač            | 28.06.2025 | Hamburg          | Debiut w Oktagon MMA.                                                         |
| Wygrana   | 39-10 (1) | Manuelo Morales Etoube (13-8)    | KO                                       | 1     | 0:40 | Falcon MMA 3                              | 10.08.2024 | Rio de Janeiro   | Main Event                                                                    |
| Wygrana   | 38-10 (1) | Andreas Gustafsson (8-1)         | Decyzja (większościowa)                  | 3     | 5:00 | Brave CF 70                               | 23.04.2023 | Lublana          | Co-Main Event                                                                 |
| Wygrana   | 37-10 (1) | Mihail Kotruţă (14-2)            | TKO (ciosy pięściami)                    | 1     | 2:53 | Brave CF 68                               | 17.12.2022 | Düsseldorf       | Zdobył tymczasowy pas mistrzowski Brave CF w wadze super lekkiej. Main Event  |
| Wygrana   | 36-10 (1) | Mohamed Grabiński (22-6)         | TKO (ciosy pięściami)                    | 1     | 1:52 | Brave CF 61                               | 06.08.2022 | Bonn             | Main Event                                                                    |
| Wygrana   | 35-10 (1) | Roberto Benitez (7-5)            | Poddanie                                 | 1     | N/A  | Misiones Fight 4                          | 04.12.2021 | San Vicente      | Main Event                                                                    |
| Przegrana | 34-10 (1) | Clay Collard (19-8)              | Decyzja (niejednogłośna)                 | 3     | 5:00 | PFL 2021 #4: Regular Season               | 10.06.2021 | Atlantic City    | Playoffy sezonu regularnego PFL 2021 - turniej w wadze lekkiej. Co-Main Event |
| Przegrana | 34-9 (1)  | Raush Manfio (11-3)              | Decyzja (niejednogłośna)                 | 3     | 5:00 | PFL 2021 #1: Regular Season               | 23.04.2021 | Las Vegas        | Playoffy sezonu regularnego PFL 2021 - turniej w wadze średniej               |
| Wygrana   | 34-8 (1)  | Hernando Cruz Rezende (4-3)      | TKO (ciosy pięściami)                    | 1     | 4:38 | HCC 21                                    | 01.02.2020 | Marataízes       |                                                                               |
| Wygrana   | 33-8 (1)  | Gilmar de Andrade (11-6-2)       | TKO (ciosy pięściami)                    | 1     | N/A  | EFC Maricá 6                              | 18.01.2020 | Maricá           |                                                                               |
| Wygrana   | 32-8 (1)  | Cesar Benitez (8-12)             | Poddanie (duszenie zza pleców)           | 1     | 0:20 | HCC 19                                    | 28.12.2019 | Vitória          |                                                                               |
| Wygrana   | 31-8 (1)  | Alex Lohoré (18-4)               | TKO (ciosy pięściami)                    | 1     | 0:27 | Cage Warriors 111                         | 22.11.2019 | Londyn           | Powrót do wagi półśredniej.                                                   |
| Przegrana | 30-8 (1)  | Dricus du Plessis (12-2)         | TKO (ciosy pięściami w parterze)         | 2     | 3:04 | KSW 50: London                            | 14.09.2019 | Londyn           | Walka w wadze średniej.                                                       |
| Wygrana   | 30-7 (1)  | Artur Karawajew (11-5)           | Decyzja (jednogłośna)                    | 3     | 5:00 | Russian Cagefighting Championship 6       | 04.05.2019 | Czelabińsk       |                                                                               |
| Wygrana   | 29-7 (1)  | Craig White (14-9)               | Decyzja (jednogłośna)                    | 3     | 5:00 | Cage Warriors 102                         | 02.03.2019 | Londyn           |                                                                               |
| Wygrana   | 28-7 (1)  | Maxim Soroka (14-11-1)           | TKO (ciosy pięściami)                    | 1     | 0:26 | Cage FS 9                                 | 02.02.2019 | Graz             |                                                                               |
| Wygrana   | 27-7 (1)  | Helison Cruz (1-2)               | TKO (ciosy pięściami)                    | 1     | 2:12 | X-Force MMA 8                             | 17.11.2018 | Rio das Ostras   | Zdobył pas mistrzowski X-Force MMA w wadze półśredniej. Co-Main Event         |
| Wygrana   | 26-7 (1)  | Hugo Sanchez (2-6)               | TKO (ciosy pięściami)                    | 1     | 2:15 | West Fights MMA                           | 28.10.2018 | Moreno           | Main Event                                                                    |
| Wygrana   | 25-7 (1)  | Viktor Tomasevic (9-14-1)        | Poddanie (duszenie trójkątne rękoma)     | 1     | N/A  | Fight Night West 4                        | 28.09.2018 | Karlowe Wary     | Zdobył pas mistrzowski Fight Night West w wadze półśredniej, Main Event       |
| Przegrana | 24-7 (1)  | Daniil Prikaza (9-3-1)           | Decyzja (jednogłośna)                    | 3     | 5:00 | M-1 Challenge 92: Kharitonov vs. Vyazigin | 24.05.2018 | Petersburg       |                                                                               |
| Wygrana   | 24-6 (1)  | Alex Oliveira (9-10)             | Poddanie (duszenie trójkątne rękoma)     | 1     | 2:56 | Misiones Fighting Championship 2          | 06.05.2018 | Misiones         |                                                                               |
| Wygrana   | 23-6 (1)  | Jason Ponet (17-11-1)            | Decyzja (jednogłośna)                    | 3     | 5:00 | ACB 85                                    | 21.04.2018 | Rimini           |                                                                               |
| Wygrana   | 22-6 (1)  | Bruno da Silva (2-1)             | Poddanie                                 | 1     | 1:36 | Demolidor Fight MMA 12: Samurai vs. Silva | 24.03.2018 | São Paulo        |                                                                               |
| Wygrana   | 21-6 (1)  | Mohamed Grabiński (14-4)         | Decyzja (jednogłośna)                    | 3     | 5:00 | GMC 13                                    | 16.12.2017 | Düsseldorf       |                                                                               |
| Wygrana   | 20-6 (1)  | Fabian Gustavo Armoa (4-8)       | TKO (ciosy pięściami)                    | 3     | 0:30 | Misiones Fighting Championship            | 06.10.2017 | Misiones         | Zdobył pas mistrzowski Misiones Fighting Championship w wadze półśredniej.    |
| Wygrana   | 19-6 (1)  | Matheus Botelho (0-1)            | Poddanie (duszenie gilotynowe)           | 1     | 1:15 | Alem Fight - Alem Fight & Festival 1      | 23.09.2017 | Além Paraíba     | Co-Main Event                                                                 |
| Wygrana   | 18-6 (1)  | Marcio Moraes Viana (2-1)        | TKO (niezdolność do kontynuowania walki) | 2     | 2:19 | New Corpore Extreme 18                    | 16.09.2017 | Rio de Janeiro   |                                                                               |
| Wygrana   | 17-6 (1)  | Helisom Cruz da Silva (1-1)      | TKO (ciosy pięściami)                    | 1     | 0:38 | Full Fight 1 - Full Fight Championship 1  | 11.06.2017 | Rio de Janeiro   |                                                                               |
| Wygrana   | 16-6 (1)  | Gaston Ramos (1-3-1)             | Poddanie                                 | 1     | N/A  | New Corpore Extreme 13                    | 13.05.2017 | Rio de Janeiro   |                                                                               |
| Wygrana   | 15-6 (1)  | Dino Karupović (0-0)             | Poddanie (duszenie)                      | 1     | 0:46 | Serbian Battle Championship 12            | 18.02.2017 | Sombor           |                                                                               |
| Wygrana   | 14-6 (1)  | Borce Talevski (2-0)             | Decyzja (jednogłośna)                    | 3     | 5:00 | Elite MMA Championship 1                  | 11.02.2017 | Düsseldorf       |                                                                               |
| Przegrana | 13-6 (1)  | Daud Szajchajew (4-1)            | Decyzja (jednogłośna)                    | 2     | 5:00 | MixFace 1                                 | 03.12.2016 | Jekaterynburg    | Turniej w wadze półśredniej.                                                  |
| Przegrana | 13-5 (1)  | Sharaf Davlatmurodov (10-0-1)    | Decyzja (jednogłośna)                    | 3     | 5:00 | ACB 49: The Rostov Sich                   | 26.11.2016 | Rostów nad Donem |                                                                               |
| Wygrana   | 13-4 (1)  | Selim Agajew (9-1)               | Poddanie (dźwignia na staw łokciowy)     | 1     | 4:39 | GMC 9                                     | 19.11.2016 | Castrop-Rauxel   |                                                                               |
| Wygrana   | 12-4 (1)  | Roman Szymański (8-2)            | Decyzja (jednogłośna)                    | 5     | 5:00 | FEN 14: Silesian Rage                     | 15.10.2016 | Katowice         | Zdobył pas mistrza FEN w wadze lekkiej.                                       |
| Przegrana | 11-4 (1)  | Ismael de Jesus (13-5-1)         | KO (ciosy pięściami)                     | 2     | 3:52 | Shooto Brasil 65                          | 31.07.2016 | Itaboraí         | Co-Main Event                                                                 |
| Wygrana   | 11-3 (1)  | Luis Ramos (20-8-2)              | Decyzja (niejednogłośna)                 | 3     | 5:00 | Shooto Brasil 58: BOPE                    | 18.10.2015 | Rio de Janeiro   |                                                                               |
| Wygrana   | 10-3 (1)  | Luciano Ferreira (6-4)           | Decyzja (jednogłośna)                    | 3     | 5:00 | Face to Face 12                           | 24.08.2015 | Vitória          |                                                                               |
| Przegrana | 9-3 (1)   | Alex Oliveira (10-2-1)           | Decyzja (jednogłośna)                    | 3     | 5:00 | Face to Face 10                           | 21.02.2015 | Itaboraí         |                                                                               |
| Wygrana   | 9-2 (1)   | Daniel Aspe (14-8)               | TKO (ciosy pięściami)                    | 1     | N/A  | Inka FC 23: Pequeno vs. Owens             | 24.08.2013 | Lima             |                                                                               |
| Wygrana   | 8-2 (1)   | Paulinho Guerreiro (1-0)         | Poddanie (duszenie zza pleców)           | 1     | 2:00 | EFC Marica 2                              | 11.05.2013 | Maricá           |                                                                               |
| Wygrana   | 7-2 (1)   | Felipe Boanada (1-1)             | Decyzja (jednogłośna)                    | 3     | 5:00 | Senna Pro Fight 2                         | 20.04.2013 | Rio de Janeiro   |                                                                               |
| Wygrana   | 6-2 (1)   | Claudio de Souza (0-0)           | KO (cios pięścią)                        | 1     | N/A  | Serra Combat 4                            | 06.04.2013 | Teresópolis      |                                                                               |
| Przegrana | 5-2 (1)   | Carlston Lindsay Harris (2-2)    | Decyzja (jednogłośna)                    | 3     | 5:00 | Bitetti Combat 14                         | 09.03.2013 | Rio de Janeiro   |                                                                               |
| Wygrana   | 5-1 (1)   | Luciano Cesar Santos Faria (2-6) | TKO (ciosy pięściami)                    | 1     | 4:00 | Falcon Combat                             | 23.02.2013 | Rio de Janeiro   |                                                                               |
| Przegrana | 4-1 (1)   | Igor Fernandes (16-6)            | Poddanie (duszenie trójkątne rękoma)     | 1     | 2:33 | Team Nogueira: MMA Circuit 2              | 12.01.2013 | Rio de Janeiro   |                                                                               |
| Wygrana   | 4-0 (1)   | Maicon Theophilo (1-0)           | Poddanie                                 | N/A   | N/A  | Cabo Fight 8                              | 08.12.2012 | Cabo Frio        |                                                                               |
| Wygrana   | 3-0 (1)   | Gilmar Silva Milhorance (1-9)    | Decyzja (jednogłośna)                    | 3     | 5:00 | Serra Combat 3                            | 24.09.2012 | Teresópolis      |                                                                               |
| Nieodbyta | 2-0 (1)   | Uemerson Ferreira (0-0)          | No contest                               | 1     | 5:00 | EFC Marica 1                              | 05.08.2012 | Maricá           |                                                                               |
| Wygrana   | 2-0       | Roberto Marcal (0-0)             | Poddanie                                 | 2     | N/A  | Duality Arena                             | 23.06.2012 | Amazonas         |                                                                               |
| Wygrana   | 1-0       | Claudio Jacare (0-0)             | Poddanie (dźwignia na staw łokciowy)     | 1     | 2:40 | Fatality Arena Fight Night 1              | 09.12.2011 | Niterói          |                                                                               |

### Wystawowe[23]
| Wynik     | Bilans | Przeciwnik    | Rozstrzygnięcie          | Runda | Czas | Rozgrywki                            | Data       | Miejsce   | Uwagi |
| --------- | ------ | ------------- | ------------------------ | ----- | ---- | ------------------------------------ | ---------- | --------- | ----- |
| Przegrana | 1-1    | Wagner Silva  | Decyzja (niejednogłośna) | 3     | 5:00 | The Ultimate Fighter Brazil Season 3 | 23.03.2014 | São Paulo |       |
| Wygrana   | 1-0    | Douglas Moura | Decyzja (niejednogłośna) | 3     | 5:00 | The Ultimate Fighter Brazil Season 3 | 09.03.2014 | São Paulo |       |